# Çatak (Van)
Çatak (armenisch Շատախ Šatax) ist eine Stadtgemeinde (Belediye) im gleichnamigen Landkreis der ostanatolischen Provinz Van und gleichzeitig ein Stadtbezirk der 2012 geschaffenen Büyükşehir belediyesi Van (Großstadtgemeinde/Metropolprovinz). Seit der Gebietsreform 2013 ist die Gemeinde flächen- und einwohnermäßig identisch mit dem Landkreis. Çatak liegt im Südwesten der Provinz und grenzt an die Provinzen Siirt und Şırnak. Die Gemeinde (Belediye) Çatak besteht aus 33 Ortsteilen (Mahalle) und liegt zwischen den Bergen am gleichnamigen Fluss, der in den Botan Çayı mündet.
Ende 2012 bestand der Kreis aus der Kreisstadt (mit 6 Mahalle) und 28 Dörfern (Köy). Die Dörfer wurden nach der Verwaltungsreform in Mahalles überführt, denen ein Muhtar als höchster Beamter vorstand. Die Zahl der Mahalle stieg somit von 6 auf 34. Ende 2020 zählte man noch 33 Mahalles, das Mahalle Andiçen wurde nach 2014 aufgelöst. Die Mahalle werden im Durchschnitt von 616 Menschen bewohnt, der größte Mahalle zählt 1.596 Einwohner (Adnan Menderes Mah.).